# Ставрополь (аэропорт)
Международный аэропорт Ста́врополь имени А. В. Суворова — международный аэропорт федерального значения.
Один из двух гражданских аэропортов Ставропольского края, а также аэропорт совместного базирования силовых ведомств. Обслуживает главным образом рейсы по России авиакомпаний группы «Аэрофлот», низкобюджетные и чартерные рейсы, а также некоторые международные рейсы в пределах Европы и СНГ.

## История
В 1934 г. в городе Пятигорске создан гражданский 220-й авиационный отряд для перевозки пассажиров, грузов и почты по районам края, это событие является началом истории Ставропольского авиапредприятия.
В 1937 г. 220-й авиационный отряд переведён в г. Ворошиловск (ныне Ставрополь). Аэродром находился на открытой площадке к востоку от железнодорожной станции (район завода «Электроавтоматика»).
С началом Великой Отечественной войны весь личный состав 220-го авиаотряда ушёл на фронт. За годы войны многие из Ставропольского авиаотряда были награждены боевыми орденами, а лётчик Калинкин Б. Т. стал Героем Советского Союза за спасение Иосипа Броз Тито во время осады столицы Югославии Белграда.
К концу 1945 г. с фронта прибыли 15 самолётов ПО-2. С этого времени стал образовываться основной костяк послевоенного Ставропольского авиапредприятия.
С 1954 г. аэропорт функционировал с грунтовой ВПП, располагавшийся в районе улицы Достоевского и улицы Серова, ныне территория туберкулёзного диспансера. Тогда же в Ставрополь начали поступать самолёты Ан-2, Як-12, Л-60, вертолёты Ми-4, Ми-1 и Ка-15. Основным видом работ в эти годы были авиахимработы, аэрофотосъёмка, патрулирование строящихся газо- и нефтепроводов, санавиация, перевозка грузов, почты и пассажиров по Ставропольскому краю и в соседние республики.
В 1960 г. открылась пассажирская авиалиния в Москву на самолёте Ил-14.
В 1963 г. аэродром был перебазирован в район с. Шпаковское (ныне г. Михайловск), где находится и сейчас.
В 1969 г. в Ставропольское авиапредприятие стали поступать самолёты Ан-24 и Як-40. В это же время образован Ставропольский объединённый авиаотряд Северо-Кавказского управления гражданской авиации.
К середине 80-х годов аэропорт был связан авиалиниями с более чем 26 городами, годовой налёт самолётов Ан-24 к этому времени достиг почти 2500 часов и был самым высоким в системе Министерства гражданской авиации.
В 1992 г. аэропорт был приватизирован, создана Ставропольская акционерная авиакомпания (СААК). Самолётами авиакомпании в то время ежедневно выполнялось огромное количество внутренних и международных рейсов в более 60 городов России и зарубежья. Количество рейсов только на маршруте Ставрополь - Ереван - Ставрополь доходило до 10 рейсов в сутки, на маршруте Ставрополь - Стамбул - Ставрополь до 3 рейсов в сутки.
Выполнялись рейсы в Анапу, Ашхабад, Баку, Батуми, Белгород, Брянск, Волгоград, Воронеж, Грозный, Гурьев, Гюмри, Гянджу, Душанбе, Ереван , Казань, Киев (Борисполь), Киев (Жуляны), Красноводск, Ленинград, Махачкалу, Москву (Внуково), Москву (Быково), Нижний Новгород, Пензу, Пермь, Ростов-на-Дону, Самару, Саратов, Свердловск, Сочи, Степанаван, Сухуми, Тбилиси, Тулу, Ульяновск, Уфу, Шевченко, Симферополь, Керчь, Одессу, Луганск, Черкассы, Кривой Рог, Запорожье, Львов, Набережные Челны, Октябрьский, Краснодар, Минск, Днепропетровск, Кишинёв, Бельцы, Стамбул, Трабзон, Рим, Карачи, Сеул, Урумчи, Дубай, Салоники.
В 1995 году Ставрополь имел прямое воздушное сообщение с городами: Екатеринбург, Ереван, Москва (Внуково), Новосибирск, Санкт-Петербург, Сочи, Краснодар, Трабзон, Франкфурт-на-Майне.
18 марта 1997 г. произошло трагическое событие — катастрофа Ан-24РВ RA-46516 рейса СЖЛ-1023 Ставрополь — Трабзон. После этого на компанию СААК обрушилась волна критики и судебных тяжб касаемо законности приватизации. В 1999 г. приватизация аэропорта была признана незаконной, аэропорт перешёл в госсобственность и стал Ставропольским филиалом ФГУАП «Кавминводыавиа», а авиакомпания СААК прекратила своё существование.
В последующие годы из аэропорта выполнялось 1-2 рейса в сутки авиакомпанией Кавминводыавиа в Москву на самолётах Ту-134 и Ту-154. Рейсы в Москву периодически выполнялись также авиакомпаниями «Сибирь» (S7 Airlines) на Ту-154, «Ямал» на Ту-134, Алания на Ту-134 и Як-42, однако эти рейсы просуществовали недолго, в силу мощнейшего противодействия авиакомпании Кавминводыавиа (по сути нечестной игры на конкурентном поле). Кроме того, некоторое время авиакомпания Armavia выполняла рейсы в Ереван.
В середине 2000-х годов были предприняты попытки туроператоров наладить чартерные рейсы в Анталью с Оренбургскими авиалиниями и Стамбул с Грозный Авиа, однако дальше пары рейсов, в силу озвученных выше причин, история не получила продолжения. Туроператорам было предложено воспользоваться услугами аэропорта Минеральные Воды, «родного» для Кавминводыавиа.
Городской транспорт в аэропорт не ходил, добраться из города в аэропорт в эти годы возможно было только на такси или личном автомобиле.
В конце 2010 г. в соответствии с Указом Президента Российской Федерации и распоряжением Правительства Российской Федерации создано Федеральное государственное унитарное предприятие «Международный аэропорт Ставрополь» являющееся правопреемником Ставропольского филиала ФГУАП «Кавминводыавиа».
На должность Генерального директора был назначен Виталий Ненашев. Положительные изменения не заставили себя ждать:
- Аэропорт был сертифицирован для приёма самолётов с низко расположенными двигателями, такие как Boeing-737, Airbus A319, Airbus A320, Ту-204, Ту-214.
- Были заключены договоры и открыты новые рейсы авиакомпаниями: S7 Airlines, Ютэйр, РусЛайн, Авианова.
- Налажено регулярное пассажирское сообщение со Ставрополем маршрутными такси.
- Начата реконструкция аэровокзального комплекса.
- Налажена работа со СМИ и социальными сетями, в целях популяризации аэропорта Ставрополь и гражданской авиации в целом.

В начале 2013 года предприятие преобразовано в ОАО «Международный аэропорт Ставрополь».
4 декабря 2018 года на сайте проекта «Великие имена России» опубликовали окончательные результаты голосования по выбору имён выдающихся соотечественников российским аэропортам. В итогам голосования ставропольскому международному аэропорту было присвоено имя полководца Александра Васильевича Суворова (за него проголосовало 92268 человек). В соответствии с Указом Президента РФ от 28 ноября 2018 года № 681 «О присвоении отдельным географическим объектам имён лиц, имеющих особые заслуги перед Отечеством», присвоение географическим объектам (аэропортам, железнодорожным станциям, морским и речным портам) имён выдающихся деятелей не влечёт за собой изменения их установленных наименований.
23 декабря 2024 года открыт второй терминал.

## Основные этапы современного развития аэропорта
- 11 апреля 2011 года получен допуск на приём воздушных судов иностранного производства: Boeing 737-500, Airbus A319, Airbus A320.
- 25 апреля 2011 года первый Boeing 737-500 авиакомпании Utair совершил посадку в Ставрополе из Москвы (Внуково).
- 17 июня 2011 года авиакомпания Армавиа возобновила авиасообщение между Ставрополем и Ереваном на самолёте CRJ-200.
- 20 июня 2011 года прибыл первый Airbus A319 авиакомпании S7 Airlines из Москвы (Домодедово).[7]
- 3 июля 2011 года авиакомпания Авианова на воздушном судне Airbus A320, открыла авиасообщение с аэропортом Шереметьево города Москвы.
- 3 сентября 2011 года авиакомпания Кавминводыавиа выполнила заключительный рейс в Москву (Внуково) в связи с прекращением своей деятельности.
- 8 октября 2011 года авиакомпания Авианова выполнила свой последний рейс из Ставрополя в Москву в связи с прекращением своей деятельности.[8]
- 30 октября 2011 года авиакомпания Донавиа совместно с авиакомпанией Аэрофлот на Boeing 737-500 выполнила первый рейс Москва - Ставрополь - Москва.[9]
- 6 декабря 2011 года в аэропорту Ставрополь начала функционировать круглосуточная платная стоянка автомобильного транспорта.
- 16 апреля 2012 года аэропорт был допущен на приём воздушных судов Boeing 737-700.
- 23 апреля 2012 года аэропорт был допущен на приём воздушных судов Boeing 737-400.
- 30 апреля 2012 года прибыл первый Boeing 737-400 авиакомпании Utair.
- 30 июня 2012 года в международном аэропорту Ставрополь состоялся первый официальный споттинг.
- 13 июля 2012 года в международный аэропорт Ставрополь прибыл первый Airbus A319 авиакомпании Донавиа, новый тип ВС в этой авиакомпании.
- 23 августа 2012 года авиакомпания Аэролимузин открыла свою базу в Международном аэропорту Ставрополь[10].
- 21 сентября 2012 года авиакомпания РусЛайн выполнила первый рейс Санкт-Петербург - Ставрополь - Санкт-Петербург
- 28 сентября 2012 года состоялось торжественное открытие реконструированного терминала.
- 28 января 2013 года Государственное унитарное предприятие края «Международный аэропорт Ставрополь» приватизировано путём преобразования в ОАО «Международный аэропорт Ставрополь»[11]
- 10 июня 2013 года авиакомпания Astra Airlines выполнила первый рейс по сезонному маршруту Салоники - Ставрополь - Салоники.
- 16 сентября 2013 года авиакомпания Московия выполнила первый рейс Москва (Домодедово) - Ставрополь - Москва на Sukhoi Superjet 100
- 3 октября 2013 года Astra Airlines выполнила заключительный рейс Салоники — Ставрополь — Салоники. Согласно данным группы аэропорта в социальной сети «ВКонтакте», всего было выполнено 24 рейса, в которых было перевезено более 3000 пассажиров. Оператор «Музенидис Тревел» планирует возобновление рейса с 29 мая 2014 (авиакомпания Ellinair).
- 7 октября 2013 года авиакомпания Трансаэро официально объявила об открытии рейса Москва - Ставрополь - Москва с 27 октября 2013 года, который станет уже пятым по направлению Москва - Ставрополь - Москва.
- В конце 2013 года авиакомпания Turkish Airlines анонсировала рейс Стамбул (Сабиха Гёкчен) — Ставрополь с 22 апреля 2014 года[12].
- В августе 2014 Turkish Airlines объявила о замене аэропорта прибытия на аэропорт имени Ататюрка с осенне-зимнего расписания 2014[13].
- 11 июня 2015 года авиакомпания Ямал  открывает сезонные рейсы в Симферополь.
- 28 сентября 2015 года Трансаэро прекратило полёты из аэропорта Ставрополь, в связи с банкротством.
- 24 октября 2015 года авиакомпания Донавиа выполнила заключительный рейс по маршруту Ставрополь — Москва (Шереметьево) уступив место материнской компании Аэрофлот.
- 25 октября 2015 года Аэрофлот на самолёте Sukhoi Superjet 100 открыл новый рейс в Москву. На линии используются воздушные суда: Sukhoi Superjet 100, Airbus A320.
- В начале апреля 2016 года авиакомпания Оренбуржье анонсировала открытие рейсов по маршрутам: Ставрополь - Анапа, Ставрополь - Астрахань, Ставрополь - Геленджик, Ставрополь - Сочи и базировку в аэропорту Ставрополь трёх ВС L-410, для выполнения полётов из/в городов Юга России. И с 21 апреля приступила к выполнению рейсов.
- 15 марта 2018 года авиакомпания Turkish Airlines прекратила[14] полёты по маршруту Стамбул - Ставрополь - Стамбул.
- С 3 апреля 2018 года авиакомпания Азимут приступила к выполнению прямых рейсов Ставрополь - Санкт-Петербург.
- Также 3 апреля стало известно, что 48,8 % акций аэропорта были приобретены[15] аэропортовым холдингом Новапорт бизнесмена Романа Троценко. Основным акционером по-прежнему осталось правительство Ставропольского края.
- В декабре 2019 года аэропорт получил допуск на прием Boeing 737-800, первыми авиакомпаниями, поставившими данный тип на рейсы в Ставрополь были Utair и Аэрофлот[16].
- С 1 марта 2020 года открыт прямой рейс в Сочи, выполняемый авиакомпанией Utair на ATR 72-500.
- 1 июля 2020 года российский лоукостер Победа начал выполнение рейсов в Москву и Санкт-Петербург.
- 10 сентября 2021 года была заложена "капсула времени", посвященная началу строительства нового терминала внутренних линий.[17]
- 17 мая 2022 года авиакомпания NordStar начала выполнение рейсов в Норильск и Екатеринбург.
- 4 ноября 2022 года авиакомпания ИрАэро начала выполнение рейсов в Стамбул на лайнерах Sukhoi Superjet 100.
- 14 ноября 2022 года авиакомпания RedWings начала выполнение рейсов в Стамбул на лайнерах Sukhoi Superjet 100.
- 5 января 2023 года авиакомпания RedWings начала выполнение рейсов в Екатеринбург на лайнерах Sukhoi Superjet 100.
- 28 апреля 2023 года авиакомпания RedWings начала выполнение чартерных рейсов в Анталью на лайнерах Sukhoi Superjet 100.
- 2 июля 2023 года авиакомпания Азимут начала выполнение рейсов в Сочи на лайнерах Sukhoi Superjet 100.
- 2 декабря 2023 года авиакомпания Armenia Airways начала выполнение рейсов в Ереван на лайнерах Boeing 737-300.
- 2 апреля 2024 года авиакомпания Победа начала выполнение рейсов в Стамбул на лайнерах Boeing 737-800.

## Аэродромный комплекс
Аэропорт Ставрополь I класса, аэродром — класса «B». Площадь аэропорта составляет 445 га, из которых 51 га - искусственные покрытия, а 140 га - грунтовые. Расчётная пропускная способность аэропорта 18 рейсов в сутки, в том числе шесть международных рейсов.  Оснащение аэропорта и взлётная полоса, сертифицированная для приёма самолётов с низкорасположенными двигателями, позволяет принимать большинство типов воздушных судов. Для обслуживания среднемагистральных самолётов предусмотрено 11 стояночных мест. 
Аэропорт Ставрополь имеет допуски на приём следующих типов самолётов:
- С ограничениями: Ту-204, Ту-214, Ил-62.
- Airbus A319, Airbus A320, ATR-72, BAe 146, Boeing 737, Bombardier CRJ 100/200, SAAB-2000, Sukhoi Superjet 100, Ан-12, Ан-22, Ан-24, Ан-148, Ил-14, Ил-18, Ил-76, Ту-134, Ту-154,  Як-40, Як-42 и более лёгких, а также вертолётов всех типов.

Аэродромный комплекс располагает несколькими взлётно-посадочными полосами (ВПП) 
- ИВПП-1, 07L/25R , 2600×48 м, PCN 29/R/B/X/T, cat. (I) ICAO[20] верхний слой покрытия — асфальтобетон;
- ГВПП-2, 07R/25L , 2500×80 м, грунтовая (не используется);
- ГВПП-3, 10/28, 485×100 м, грунтовая (не используется).

В западной части аэропорта находится заброшенный вертодром и площадки для стоянки вертолетов. 
Аэропорт располагает собственной Авиационно-технической базой (АТБ), позволяющей обслуживать транзитные воздушные суда. Ранее она обслуживала и базировавшийся в Ставрополе объединенный авиаотряд, для чего имеются: 
- ангар по обслуживанию вертолетов (на два Ка-26),
- два ангара для обслуживания самолетов размерности Ан-2,
- ангар размером 40×40 м для обслуживания ВС 2-го класса.

Склад горюче-смазочных материалов (ГСМ) состоит из "прирельсового склада" емкостью 2000 кубических метров на железнодорожной станции Палагиада в городе Михайловске и "расходного склада" емкостью 8300 кубических метров на территории аэропорта, связь между которыми обеспечивается посредством трубопровода.     

## Аэровокзальный комплекс
Современный аэровокзальный комплекс включает два терминала, общей площадью 11 000 кв.м. и пропускной способностью свыше миллиона человек. 
- Аэропорт Ставрополь                                                      (Терминал 2) 2025 год.Терминал 1 был введен в эксплуатацию в 1977 году, его пропускная способность составляет 300 человек в час (внутренние рейсы 170 пассажиров в час (Сектор А) и международные рейсы 130 пассажиров в час (Сектор Б)). В 2012 году была произведена реконструкция аэровокзала и введен в эксплуатацию транзитный зал на 120 пассажиров, позволившая разделить потоки прибывающих и убывающих пассажиров на международных рейсах. Пропускная способность — 300 тысяч человек в год. В 2025 году планируется ремонт здания и выделение его исключительно под международные рейсы.
- Терминал 2 (внутренние рейсы) введен в эксплуатацию 22 декабря 2024 года. Его площадь более 5 000 кв.м. оснащен тринадцатью стойками регистрации и двумя телетрапами. Пропускная способность 400 чел/час и до 800 тысяч пассажиров в год. Введена в эксплуатацию парковка на 230 машиномест.

На территории аэропорта имеется также грузовой склад (объёмом 2800 м3), позволяющий обрабатывать до 35 тонн груза в сутки.

## Маршрутная сеть
По состоянию на май 2024 года аэропорт обслуживает рейсы в:
- Москву (аэропорт Шереметьево)
- Санкт-Петербург
- Екатеринбург
- Стамбул
- Сочи
- Чартерные рейсы и полёты бизнес-авиации

### Маршрутная сеть[21]
| Авиакомпания | Пункт назначения                                     | Частота выполнения                                                                                     | Номер рейса                             | Тип воздушного судна |
| ------------ | ---------------------------------------------------- | --- | --------------------------------------- | -------------------- |
| Аэрофлот     | Москва (Шереметьево)                                 | Ежедневно до пяти рейсов                                                                               | SU 1366 SU 1362 SU 1364 SU 1366 SU 1368 | Airbus 320           |
| Победа       | Москва (Шереметьево) Санкт-Петербург Стамбул Анталья | Ежедневно Понедельник, среда, пятница, воскресенье По вторникам и субботам По понедельникам и пятницам | DP 6920 DP 538 DP 764 DP 765            | Boeing 737-800       |
| RedWings     | Екатеринбург                                         | По вторникам, четвергам, субботам                                                                      | WZ 1058                                 | Sukhoi Superjet 100  |
| Азимут       | Сочи                                                 | По понедельникам и пятницам                                                                            | A4 5056                                 | Sukhoi Superjet 100  |

## Перспективы
В 2025 году планируется начать реконструкцию взлётно-посадочной полосы. Также на 2025 год запланировано строительство на территории аэропорта автостанции для сообщения с муниципалитетами и другими регионами.

## Статистика
| Год                   |          |          |          |          |          |          |          | 2007     | 2008     | 2009     |
| --------------------- | -------- | -------- | -------- | -------- | -------- | -------- | -------- | -------- | -------- | -------- |
| Пассажиропоток (чел.) |          |          |          |          |          |          |          | 108 076  | ↘88 362  | ↘76 220  |
| Год                   | 2010     | 2011     | 2012     | 2013     | 2014     | 2015     | 2016     | 2017     | 2018     | 2019     |
| Пассажиропоток (чел.) | ↗110 151 | ↗177 058 | ↗220 889 | ↗247 709 | ↗343 213 | ↘322 365 | ↗328 000 | ↗356 253 | ↗393 400 | ↗411 895 |
| Год                   | 2020     | 2021     | 2022     | 2023     | 2024     |          |          |          |          |          |
| Пассажиропоток (чел.) | ↘337 991 | ↗577 007 | ↘523 896 | ↗549 643 | ↗593 000 |          |          |          |          |          |

## Происшествия
- 18 марта 1997 года в 10:03 по московскому времени, произошла катастрофа пассажирского самолёта Ан-24 РВ авиакомпании «СААК», направлявшегося из аэропорта Ставрополь в Трабзон (разбился в Карачаево-Черкесии, недалеко от Черкесска, погибло 50 человек). Расследованием установлено, что самолёт был крайне изношен (местами проржавел полностью). В полёте произошло разрушение конструкции хвостовой части фюзеляжа, в результате чего самолёт потерял управление и упал на землю[23].

## Транспортное сообщение со Ставрополем
- Городской транспорт: маршрутные такси № 120 м и № 120 а связывают аэропорт с центром Ставрополя, железнодорожным вокзалом, центральным автовокзалом;

| Маршрут | Остановки | Примечание         |
| ------- | --- | ------------------ |
| 120 м   | Алые паруса, Мира (Центральный Автовокзал), Маяковского, Комсомольская, Голенева, пр. К. Маркса (Ж. Д. Вокзал), Гражданская, Старомарьевское шоссе, Чапаевский, Аэропорт | Каждые 10-15 минут |
| 120а    | Мира (Центральный Автовокзал), г. Михайловск (Больница), Аэропорт | Экспресс           |

- Автомобильный транспорт: аэропорт связан с городом асфальтированной трассой, расстояние от центра города до аэропорта около 12 км.
- Такси: на такси можно добраться до близлежащих городов Ставропольского края и курортов Карачаево-Черкесской республики: Новоалександровска, Изобильного, Солнечнодольска, Невинномысска, Пятигорска, Кисловодска, Ессентуков, Черкесска, Домбая, Усть-Джегуты, Теберды, Карачаевска и других.

## Памятники
- Археологический памятник «Аэропорт» (поселение и курганный могильник 1-е тыс. до н. э.), расположенный в 2 км от аэропорта. Он представляет научную, историческую и культурную ценность, как часть историко-культурного наследия Ставропольского края[25].
- Памятник А. В. Суворову установлен на территории аэропорта в 2020 году[26].